# ゴルフ (任天堂)
『ゴルフ』（GOLF）は、1984年に任天堂より発売されたファミリーコンピュータ用スポーツゲームである。ファミコン向けでは初のゴルフゲーム。
大人も楽しめるシステムが中高年層に受けてロングセラーとなり、約246万本を売り上げた。後に同社から発売される、全スポーツゲームの中で売り上げ2位に位置している。
後に他機種向けに移植された（#移植版）。

## ゲーム内容
ボールを打つ操作は、スイングの開始、ショットの強さの決定、飛球の曲がり具合の変更に分けて行われる。
コースは全18ホールで風向きや芝目も再現されている。使われる長さの単位はヤードではなくメートルになっている。また海外版ではヤード表記である。
プレイヤーが操作するキャラクターは同社の『ドンキーコング』などに登場するマリオに酷似した髭の生えたおじさんであり、マリオであると紹介した書籍がある一方、マリオではないと紹介した書籍もあり、定まっていなかった。後にこのおじさんはおっさんという名前で2008年8月28日に同社から発売されたWii用アクションアドベンチャーゲーム『キャプテン★レインボー』に登場したことでマリオではないことが確定した。
なお本作にはBGMが無く効果音のみである。

## 移植版
アーケード（任天堂VS.システム）、ファミリーコンピュータ ディスクシステム、ハドソンからは『任天堂のゴルフ』のタイトルでPC-8801にも移植された。アーケード版においては、CPU相手にマッチプレイを楽しむことが可能である。また、FC版は『どうぶつの森』シリーズのファミコン家具として収録されたほか、Wii U向けバーチャルコンソールで配信された。
| No. | タイトル                                      | 発売日                                     | 対応機種           | 開発元           | 発売元                 | メディア                                      | 型式    | 売上本数                      | 備考                           |
| --- | --------------------------------------------- | ------------------------------------------ | ------------------ | ---------------- | ---------------------- | --------------------------------------------- | ------- | ----------------------------- | ------------------------------ |
| 1   | VS.ゴルフ                                     | 1984年11月                                 | アーケード         | ハル研究所       | 任天堂レジャーシステム | 業務用基板                                    | -       | -                             | 任天堂VS.システム対応          |
| 2   | 任天堂のゴルフ                                | 1985年4月                                  | PC-8801 PC-9801 X1 | ハドソン         | ハドソン               | 5.25インチ2Dフロッピーディスク カセットテープ | -       | -                             |                                |
| 3   | ゴルフ                                        | 1986年2月21日                              | ディスクシステム   | ハル研究所       | 任天堂                 | ディスクカード片面                            | FMC-GLF | 販売：22万本 書き換え：30万回 |                                |
| 4   | どうぶつの森+                                 | 2001年12月14日 2002年9月15日 2004年9月24日 | ゲームキューブ     | 任天堂情報開発部 | 任天堂                 | 8cm光ディスク                                 |         |                               | ミニゲームとして収録           |
| 5   | ゴルフ                                        | 2013年10月10日 2013年11月13日              | Wii U              | ハル研究所       | 任天堂                 | ダウンロード （バーチャルコンソール)          | -       | -                             |                                |
| 6   | ゴルフ                                        | 2019年10月25日                             | Nintendo Switch    | ハル研究所       | ハムスター             | ダウンロード （アーケードアーカイブス)        | -       | -                             | アーケード版の移植             |
| 7   | ファミリーコンピュータ Nintendo Switch Online | 2024年7月4日                               | Nintendo Switch    | 任天堂           | 任天堂                 | ダウンロード                                  | -       | -                             | ファミリーコンピュータ版の移植 |

Nintendo Switchのイースターエッグとして、ファミコン版『ゴルフ』に加速度センサー・ジャイロセンサー操作を加えたものが収録されていたが、本体のシステム更新(Ver.4.0.0)で削除された。
- - 起動方法はファミコン版のプログラマであった岩田聡にちなんだもので、Switch本体の日付を岩田の命日である7月11日に設定[注釈 3]し、Nintendo Directで岩田がやっていた「直接!」のポーズをJoy-Conの「いいね持ち」で行う[11]。

## スタッフ
- エグゼクティブ・プロデューサー：山内溥
- プロデューサー：上村雅之
- ディレクター、デザイン：三木研次
- ゲームデザイン：宮本茂
- サウンド：近藤浩治 - 任天堂に入社し、初めて担当したソフトがAC版『ゴルフ』である[12]。
- プログラム：岩田聡[13]

## 評価
ゲーム誌『ファミリーコンピュータMagazine』の1991年5月10日号特別付録の「ファミコンロムカセット オールカタログ」では、「シンプルなゲームではあるが、良い出来だったと思う」と紹介されている。

## ゲームボーイ版
ゲームボーイ版はキャラクターが小さめとなっており、コース上に表示される。JAPANコースと上級者向けのU.S.A.コースの計36ホール。ニンテンドー3DS向けバーチャルコンソールで配信。

### 移植版
| No. | タイトル | 発売日                                    | 対応機種        | 発売元 | メディア                                      | 型式           | 売上本数 | 備考 |
| --- | -------- | ----------------------------------------- | --------------- | ------ | --------------------------------------------- | -------------- | -------- | ---- |
| 1   | ゴルフ   | 2000年3月1日                              | ゲームボーイ    | 任天堂 | フラッシュロムカセット （ニンテンドウパワー） | -              | -        |      |
| 2   | ゴルフ   | 2011年6月29日 2011年9月8日 2011年10月13日 | ニンテンドー3DS | 任天堂 | ダウンロード （バーチャルコンソール）         | CTR-P-RALJ-JPN | -        |      |

### 評価
ゲーム誌『ファミコン通信』の「クロスレビュー」では合計26点（満40点）、『ファミリーコンピュータMagazine』の読者投票による「ゲーム通信簿」での評価は以下の通り22.88点（満30点）となっている。
| 項目 | キャラクタ | 音楽 | お買得度 | 操作性 | 熱中度 | オリジナリティ | 総合  |
| 得点 | 3.80       | 3.58 | 4.11     | 3.85   | 3.99   | 3.55           | 22.88 |

## 備考
- 2006年発売の『Wii Sports』に収録されている「ゴルフ」のホールは、本作の9ホールを3Dで再現したものである[13]。